# 보잉 CST-100 스타라이너

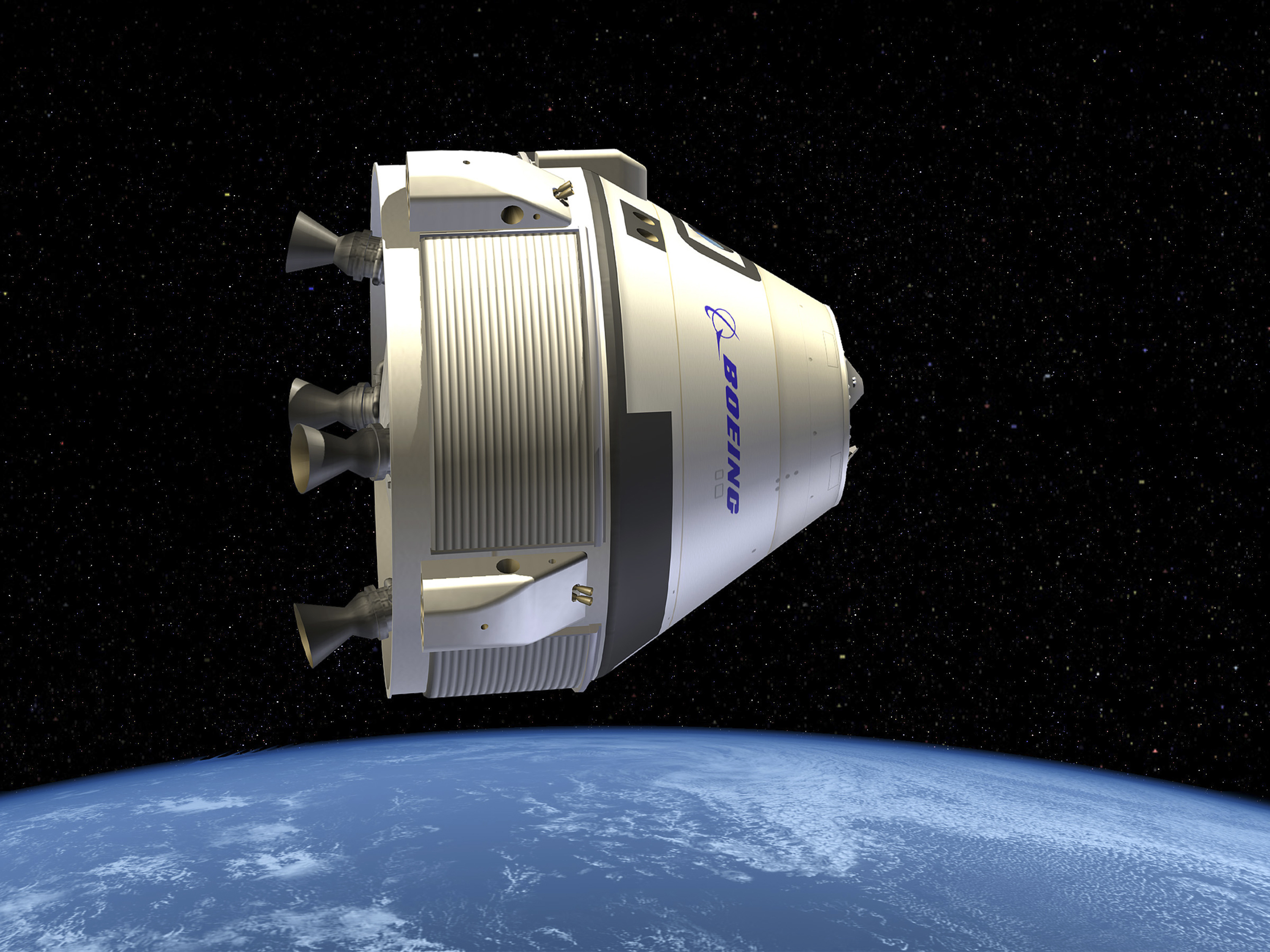
CST-100

보잉 CST-100 스타라이너는 보잉이 개발중인 7인승 유인우주선이다.

## 역사
보잉 SCT-100 스타라이너의 경쟁자가 바로 크루 드래곤이다. 최초 시험발사 등 개발일정도 크루 드래곤과 거의 비슷하다. 스타라이너는 아틀라스 5호를 사용하는데, 델타 4호, 팰컨 9호, 벌컨 (로켓)에도 장착해 발사할 수 있다.
2014년 9월 16일, NASA는 보잉과 스페이스X에 국제우주정거장 유인우주선 서비스 계약을 체결했다. 보잉은 42억 달러, 스페이스X는 26억 달러를 받는다.

## 무인발사
2019년 12월 20일, 애틀러스 V 로켓으로 스타라이너 무인 시험발사를 했다. 최초의 궤도비행 시험이다. 정상궤도에 진입하지 못해서 예정되었던 ISS과의 도킹에 실패하고, 곧바로 대기권으로 재진입했다. 귀환절차는 정상적이었다. 22일 새벽 아침에 6개의 에어백과 3개의 대형 낙하산에 의존해 뉴멕시코 사막의 낙하 목표지점인 화이트 샌즈 미사일 레인저에 성공적으로 안착했다.

## 같이 보기
- 유인 우주선 목록
- 오리온 (우주선)
- 스페이스X 드래곤 2
- 드림 체이서